# Geamăna, Argeș
Geamăna este un sat în comuna Bradu din județul Argeș, Muntenia, România.